# Wolfgang Weber
Wolfgang Weber (ur. 26 czerwca 1944 w Sławnie) – niemiecki piłkarz, środkowy obrońca. Srebrny medalista MŚ 1966 i brązowy MŚ 1970. Długoletni zawodnik 1. FC Köln.
Zaczynał w SpVgg Porz. Piłkarzem Kolonii był w latach 1962–1978. Dwukrotnie zostawał mistrzem kraju (1964, 1978), zdobywał Puchar RFN. W Bundeslidze rozegrał 356 spotkań i strzelił 21 bramek.
W reprezentacji RFN debiutował 29 kwietnia 1964 w meczu z Czechosłowacją. Do 1974 rozegrał w kadrze 53 spotkania i strzelił 2 bramki. Podczas MŚ 66 zagrał we wszystkich meczach drużyny, cztery lata później na boisku pojawił się dwukrotnie. W 1966 w 90 minucie meczu finałowego zdobył wyrównującą bramkę dla RFN (na 2:2), jednak po dogrywce Anglia wygrała 4:2.
Pracował jako trener. Między 1978 a 1980 prowadził Werder Brema.